# Meilhan-sur-Garonne
Meilhan-sur-Garonne é uma comuna francesa na região administrativa da Nova Aquitânia, no departamento Lot-et-Garonne. Estende-se por uma área de 28,52 km². Em 2010 a comuna tinha 1 378 habitantes (densidade: 48,3 hab./km²).